# Julio Pincheira
Julio Pincheira Parra (Concepción, 21 de febrero de 1963) es un escritor, dramaturgo y director de teatro chileno. Es además poeta, que ha recibido dos veces el reconocimiento del  Consejo Nacional del Libro y la Lectura (2018 y 2023), para el desarrollo de sus textos en formato de Poesía Documental. Es uno de los creadores del "Off Dramaturgia", evento teatral que surgió el 2002 como alternativa a la Muestra de Dramaturgia Nacional y que aglutinó a una generación de dramaturgos y directores teatrales emergentes. 

## Biografía

### Infancia y juventud
Hijo de un ferroviario, Miguel, y de Ohytavit, profesora normalista, pasó su niñez en San Rosendo, pueblo conocido por la obra "La Pérgola de las Flores" de Isidora Aguirre. Años después (el 2009), volvería a su pueblo de infancia con esta autora, para filmar el documental "La GRANDEsconocida" (sic). Es primo del poeta y destacado librero Sergio Parra fundador de la prestigiosa librería de Santiago, Metales Pesados. A los 15 años terminó sus estudios secundarios en el Liceo Enrique Molina Garmendia, de Concepción. 

### Formación académica
En 1979, ingresa a estudiar Pedagogía en Castellano en la Pontificia Universidad Católica de Chile, en su sede de Temuco, Entre 1986 y 1990 estudió Comunicación Social, en el Instituto Profesional Alpes, donde realizó algunos audiovisuales y performances y dirigió la revista "El viraje de la Catalina" con ilustraciones de Mario Soro y textos de Juan Pablo Sutherland. Sus primeros estudios en teatro los comenzó en la Compañía de teatro "Camino", de Héctor Noguera y luego cursó la carrera de Actuación y Monitoría teatral en la desaparecida Escuela de Teatro FACETAS, en Santiago. Es Licenciado en Educación por la Universidad Alberto Hurtado, Licenciado en Artes Escénicas por la Universidad de las Américas, con un Posgrado en Educación, por la Universidad Finis Terrae. Es además Master Licensed en Programación Neurolingüística (2018), certificado por The Society of NLP ® USA, dirigida por Richard Bandler. Además de Literatura y Teatro hizo otros estudios (Comunicación Social, Educación, Filosofía y Teología) que le permitieron configurar un perfil académico bastante amplio, haciendo docencia en diversas áreas de la formación universitaria.

## Trayectoria creativa
En Temuco, participó del Taller Literario Zeugma, dirigido por el poeta Yosuke Kuramochi. A los 17 años publicó sus primeros textos en la Revista de dicho taller. Entre 1983 y 1985, mientras estudiaba Literatura y Filología en la Pontificia Universidad Católica de Valparaíso, entró en contacto con poetas locales como Sergio Madrid, Fesal Chaín, Luis Uribe, escribiendo el poemario "Mito-Manía", en el formato de poesía concreta.
Siendo alumno todavía, gana en el Festival de Teatro Facetas de 1999, los premios a mejor director, mejor dramaturgia y mejor montaje para su obra "El lugar común". El año 2002 obtiene la beca del Programa de Creación Literaria para Escritores Noveles, del Consejo Nacional del Libro y la Lectura, con el proyecto dramatúrgico “El evangelio según amanece”. Ese mismo año dirigió la puesta en escena de Petrópolis, de Juan Claudio Burgos, protagonizada por Benjamín Vicuña, Carolina Fadic y Carmina Riego. El 2005 dirigió a Marco Antonio de la Parra, en la puesta en escena de la obra "El loco de Cervantes", estrenado en el Centro Cultural de España y con varias presentaciones en el país. 
Ha obtenido dos veces el Fondart para sus propuestas escénicas, el 2003 para "El Entrepiso", de Neda Brkic, autora que mucho después transformaría el texto en la novela Punto de Fuga publicada por Ediciones Ceibo, para la que él escribió el prólogo; y el 2004, para "Nobleza Obliga" de Benito Escobar, llevado a escena bajo el formato de una ópera electroclash, con Djs en vivo y protagonizada por la actriz y cantante Sofía Oportot. 
Fue Seleccionado en la Muestra Nacional de Dramaturgia el año 2004, con el texto "Ni AhÍ". El 2013 estrena "Sonámbula", con Carola Carstens y Nono Hidalgo, en la sala Jorge Díaz de la Universidad Finis Terrae, y luego en el Centro de Estudios Teatrales de Argentina, CELCIT. El mismo año su versión del "Sueño de una noche de verano", de William Shakespeare, fue estrenado como montaje de egreso de la Escuela de Teatro de esa universidad. 
El año 2011 estrena la comedia "¿Parientes o pacientes?", en el Teatro Finis Terrae, protagonizada por Gabriela Hernández y Alejandra Herrera. Su texto "La materia de los sueños", inspirada en la vida y obra de W. Shakespeare, fue estrenado el 2016, actuada y dirigida por Bruno Odar, en el Teatro Mario Vargas Llosa de la Biblioteca Nacional del Perú, Lima. 
Como actor ha participado en montajes teatrales, programas de televisión y en la película "No estoy en el mar" (2024), dirigida por Luis Cifuentes.
Está radicado en la ciudad de Constitución, región del Maule, donde es un destacado gestor cultural gracias a su trabajo con la Fundación R.A.M.A.L. (Red de Apoyo a la Música, las Artes y las Literaturas en el Maule). Gracias a su gestión llevó el 25º Festival de Cine Europeo en Chile en 1923, beneficiando a tres comunas con una programación curatorial especialmente pensada para Costas del Maule.

### El Off Dramaturgia Chile
Es uno de los creadores del Primer Off teatral en Chile, el "Off de Dramaturgia Chile" (2002), junto a otros dramaturgos, como Lucía de la Maza, Cristian Figueroa, Mauricio Barría, Benito Escobar y Flavia Radrigán. Fue el director artístico de las tres versiones siguientes (2003, 2004, 2007). El Off se destacó por renovar las prácticas teatrales a comienzos del siglo, promoviendo un trabajo de asociatividad en la producción de los montajes entre los propios dramaturgos. Por este evento, además de los mencionados, pasaron dramaturgos como Ximena Carrera, Daniela Contreras Bocic, Neda Brkic, Coca Duarte, Ana López Montaner, Mauricio Fuentes y gran parte de la generación de principios de siglo XXI de la dramaturgia chilena.